# 中野俊成
中野 俊成（なかの としなり、1965年5月23日 - ）は、日本の放送作家・脚本家・演出家である。富山県下新川郡宇奈月町（現黒部市）出身。

## 概略
- 放送関係では主にバラエティ番組、お笑い番組の構成を手掛ける。他にも、経過を見せるドキュメント系の番組も得意とする。
- お笑い芸人への思い入れが強く、特にウッチャンナンチャン、さまぁ〜ずとの付き合いが長く、テレビ番組構成やライブも手がけている。
- テレビ番組だけでなく、お笑いライブの構成も手掛ける。
- 自身の劇団「ハラホロシャングリラ」を主宰していたが、2007年公演「ロマンチック」を最後に活動を休止している。

## 来歴
- 高校時代から在京ラジオ局の番組を遠距離受信して聴取していた。
- ビートたけしに憧れ、放送作家を志望する。高校卒業後に上京し、渡辺プロダクションが募集していた放送作家オーディションへ応募する。「ビッグサーズデー」のコント台本を書く傍ら、「ホンジャマカ」が11人体制だった時期に座付き作家兼コント出演者として参加していたことがある[1]。
- 「ハラホロシャングリラ」所属の俳優・いんげんは高校の同級生。
- 『大改造!!劇的ビフォーアフター』（2003年）、『テスト・ザ・ネイション 全国一斉IQテスト』（2004年）、『最終警告!たけしの本当は怖い家庭の医学』（2005年）において、三年連続ATP賞情報バラエティ部門最優秀賞を受賞した。
- ジャズ、大仏への造詣が深い。

## 現在の構成担当番組

### テレビ番組
レギュラー番組
- ロンドンハーツ（テレビ朝日）
- アメトーーク!（テレビ朝日）
- 10万円でできるかな（テレビ朝日）
- オードリーさん、ぜひ会ってほしい人がいるんです。（中京テレビ）
- プレバト!!（MBS）
- 内村さまぁ〜ず（TOKYO MX）
- 題名のない音楽会（テレビ朝日）
- ポツンと一軒家（ABC）
- 中居正広のニュースな会→中居正広のキャスターな会 (テレビ朝日）
- テレビ千鳥（テレビ朝日）
- トリニクって何の肉!?（ABC）
- ラヴィット!（TBS）
- ジョブチューン（TBS）
- CDTVサタデー/CDTVライブ!ライブ!（TBS）
- バナナサンド（TBS）
- オオカミ少年（TBS）
- KAT-TUNの食宝ゲッットゥーン（TBS）
- ＃っぽいウタ（中京テレビ）
- 阿佐ヶ谷ワイド!!（テレビ朝日）
- 青春スチャラカ学園（ABEMA）

特別番組（今後も続編が放送されると思われる番組のみ）
- 芸能人格付けチェック（ABC）
- 日本で一番早いお笑いバトル!フットンダ王決定戦20○○ - （中京テレビ制作、日本テレビ系列で全国生放送）2010年より、元日1月1日深夜に生放送）
- 大改造!!劇的ビフォーアフター SEASON Ⅱ（ABC）
- ザ・タイムショック（テレビ朝日）
- 世界の村で発見!こんなところに日本人（ABC）
- 世界が驚いたニッポン! スゴ〜イデスネ!!視察団（テレビ朝日）
- リンカーン(TBS)
- サラリーマンNEO（NHK総合）
- あの名曲を方言で熱唱！全日本なまりうたトーナメント（テレビ朝日）
- あいつ今何してる?（テレビ朝日）

### ラジオ番組
- 伊集院光とらじおと (TBSラジオ）（水） 伊集院光とらじおとアレとのコーナー出演

### ネット番組
- 内村さまぁ〜ず（ミランカ）
- トゥルルさまぁ〜ず（BeeTV）

## 過去の構成担当番組

### テレビ番組
レギュラー番組
- 全員出席!笑うんだってば（日本テレビ）
- 愛の貧乏脱出大作戦（テレビ東京）
- あんたにグラッツェ!／あんグラ☆NOW!（中京テレビ）
- いきなり!黄金伝説。（テレビ朝日）
- 内村プロデュース（テレビ朝日） - 「なーかの」名義
- ウッチャンナンチャンのウリナリ!!（日本テレビ）
- ウッチャンナンチャンの炎のチャレンジャーこれができたら100万円!!（テレビ朝日）
- ウッチャンナンチャンのやるならやらねば!（フジテレビ）
- ウッチャンナンチャンの誰かがやらねば!（フジテレビ）
- ウッチャン・ナンチャン with SHA.LA.LA.（日本テレビ）
- ウンナン世界征服宣言（日本テレビ）
- ウンナンの気分は上々（TBS）
- UN街（TBS）
- 元祖!でぶや（テレビ東京）
- Gallage Vanguard（テレビ朝日）
- Q99（テレビ朝日）
- サルヂエ（中京テレビ）
- 進ぬ!電波少年（日本テレビ）
- 進め!電波少年（日本テレビ）
- 大改造!!劇的ビフォーアフター（ABC）
- DA DA LMD（テレビ朝日）
- 電波少年に毛が生えた 最後の聖戦（日本テレビ）
- ナイナイナ（テレビ朝日）
- 爆笑問題のバク天!（TBS）
- 爆発!なべしま部屋（日本テレビ） - Tバックジャンケンの審判として出演。
- ブーケをねらえ!（TBS）
- ラジごめIIIホンジャマカ共和国（中京テレビ）
- ラブセン!（TBS）
- USO!?ジャパン（TBS）
- R30（TBS）
- 恋するハニカミ!（TBS）
- GO!GO!アッキーナ（テレビ東京）
- 勉強してきましたクイズ ガリベン（テレビ朝日）
- 近未来×予測テレビ ジキル&ハイド（テレビ朝日）
- 合格!日本語ボーダーライン（ABC）
- 松岡修造の情熱チャージ 熱血!ホンキ応援団（テレビ朝日）
- 桑田佳祐の音楽寅さん（フジテレビ）
- 最終警告!たけしの本当は怖い家庭の医学（ABC）
- あらびき団（TBS）
- ナマイキ!あらびき団（TBSチャンネル）
- 世界笑える!ジャーナル（TBS）
- 20マウス（TBS）
- KAMIWAZA〜神芸〜（ABC）
- きよしとこの夜（NHK総合）
- みうら&リリーのうすくてゴメン（テレビ東京）
- ジャンクSPORTS（フジテレビ）
- ジャパーン47ch → ジャパーン47chスーパー!(毎日放送)
- Oh!どや顔サミット（ABC）
- ビックラコイタ箱（中京テレビ）
- 上質の地図（BS朝日）
- 内村プロデュース（テレビ朝日）
- たけしの健康エンターテインメント!みんなの家庭の医学（ABC）
- SmaSTATION!!（テレビ朝日）
- 日曜もアメトーーク!（テレビ朝日）
- 採用!フリップNEWS（中京テレビ）
- この人に逢わせて喜ばせたい!逢喜利（中京テレビ）
- オータケ・サンタマリアの100まで生きるつもりです（テレビ朝日）
- さまぁ〜ず×さまぁ〜ず（テレビ朝日）
- 名医とつながる!たけしの家庭の医学（ABC）
- グッとラック!（TBS）
- この差って何ですか?（TBS）

特別番組（単発または終了したと思われる番組のみ）
- ナイナイの俺達にも新番組やらせろ!スペシャル（テレビ朝日）
- テスト・ザ・ネイション 全国一斉IQテスト（テレビ朝日）
- 史上空前!! 笑いの祭典 ザ・ドリームマッチ（TBS）
- キレイ（仮）（テレビ朝日）
- ミドル3（テレビ朝日）
- 一攫千金ヤマワケQ ～責任者はお前だ!～（ABC）
- 流行りモノ乗っかりバラエティ ザキヤマが来るーッ!!（テレビ朝日）

### ラジオ番組
- 志の輔ラジオ 気分がいい!（文化放送、1990年-1995年）
- 観月ありさ 全国radio（文化放送、1992年-1997年）
- ちはるとバカルディのスーパーギャング（TBSラジオ）
- 宮川賢の誰なんだお前は?!（TBSラジオ、1992年10月-1993年3月）
- パックインミュージック21 宮川賢の誰なんだおまえは?!（TBSラジオ、1993年4月-1993年9月）
- ちはるとバカルディのパックインミュージック21（TBSラジオ）
- ちはるとバカルディのラヂオザウルス（TBSラジオ）
- 宮川賢のヌーベルファルク（TBSラジオ、1994年1月9日）
- 宮川賢の深夜ビタミン族（TBSラジオ、1994年4月-1994年9月）
- 土曜裏ワイド宮川賢のラジオはナメるな（TBSラジオ、1994年10月-1995年9月）
- 宮川賢の誰なんだお前は?!（TBSラジオ、1995年10月-1998年9月）

## 劇団ハラホロシャングリラの舞台作品
- 想像絶する300円の謎（1989年7月／キッドアイラックホール）
- 君はバカを見たか?（1989年10月／キッドアイラックホール）
- シャカリキ（1990年5月／109スタジオ）
- Poco-Adagio（1991年8月 ／109スタジオ）
- Staccato（1992年7月／シアターモリエール）
- ぬりたてのペンキ（1992年12月／原宿ラフォーレミュージアム）
- ちぐはぐ（1993年7月 ／シアターVアカサカ）
- 考える人（1993年11月／シアターモリエール）
- からっぽなクラゲ（1994年6月／シアターVアカサカ）
- いちばん大事なもの（1994年8月／シアターサンモール）
- 不思議の環（1994年11月 ／ビプランシアター）
- ただそれだけのこと（1995年3月／シアターサンモール）
- KEY WORDS（1995年7月／シアターモリエール）
- どうしようもないもの（1995年12月／シアターサンモール）
- からっぽなクラゲ'96（1996年5月／東京芸術劇場）
- われもの注意（1996年10月／シアターサンモール）
- ScrapBook（1997年5月／シアターサンモール）
- 不思議の環2（1997年11月／シアターサンモール）
- Refresh Room（1998年11月／シアターサンモール）
- Rest Room（1999年6月／シアターサンモール）
- ただそれだけのこと（劇団旗揚げ10周年記念3ヶ月連続公演／1999年11月／シアターサンモール）
- ぬりたてのペンキ（劇団旗揚げ10周年記念3ヶ月連続公演／1999年12月／シアターサンモール）
- われもの注意（劇団旗揚げ10周年記念3ヶ月連続公演／2000年1月／シアターサンモール）
- ラジオ体操の朝（2000年4月／シアターサンモール）
- Duralumin Case（2000年11月／青山円形劇場）
- 受付の女たち（2001年5月／シアターサンモール）
- あなたとホテルに来た理由（2001年11月／シアターサンモール）
- 怖いのキライ!（2002年5月／シアターサンモール）
- ロマンチック ROMANTIQUE（2002年11月／シアターサンモール）
- MISS（2003年8月／紀伊国屋ホール）
- 受付の女たち'04（2004年6月／紀伊国屋ホール）
- ワンダーランド（2004年11月／紀伊国屋ホール）
- ジェスチャーゲーム（2005年6月／紀伊国屋サザンシアター）
- Duralumin Case ジュラルミンケース（2005年11月／シアターサンモール）
- プラス／マイナス／ゼロ（2006年6月／紀伊国屋サザンシアター）
- ピンク（2006年11月／シアターサンモール）
- われもの注意（2007年6月／紀伊国屋サザンシアター）
- ロマンチック（2007年11月／紀伊国屋ホール）

## その他の舞台作品
- 慰謝料（ラフカット参加作品／1999年6月／全労済ホールスペース・ゼロ）
- リーディングパフォーマンス「語り女たち」（2007年3月／紀尾井小ホール）
  - リーディング：松永玲子、町田マリー、高橋真唯
  - 音楽・演奏：松谷卓
- 「苦情の手紙」シリーズ（2008年7月／博品館劇場）

## 著書
- 『われもの注意』（論創社、2007年、ISBN 978-4846006334）
- 『ロマンチック』論創社、2007年、ISBN 978-4846006334）
- 『巨大仏!!』（河出書房新社、2010年、ISBN 978-4309272047）
- 『ジャケ買いしてしまった!! ストリーミング時代に反逆する前代未聞のJAZZガイド』（シンコーミュージック、2021年、ISBN 978-4401770335）